# Rodzina Thibault
Rodzina Thibault (oryg. fr. Les Thibault) – cykl powieściowy Rogera Martin du Garda. Jej kolejne części ukazywały się drukiem od 1922 do 1940.
Powieść dzieli się na następujące części:
- Szary zeszyt (rok wydania 1922)
- Pokuta (1922)
- Wakacje; tytuł alternatywny Piękny czas (1923)
- Dzień przyjęć doktora Thibault (1928)
- Sorellina (1928)
- Śmierć ojca (1928)
- Lato 1914 (1936)
- Epilog (1940)

## Treść
Akcja utworu rozgrywa się we Paryżu na początku XX wieku. Głównymi bohaterami utworu są Oskar Thibault, średniozamożny mieszczanin i działacz katolicki oraz jego dwaj synowie – młody lekarz Antoni i młodszy od niego o dziesięć lat Jakub, uczeń. Zbuntowany i wrażliwy Jakub przyjaźni się ze swoim rówieśnikiem, Danielem de Fontanin, protestantem. Chłopcy wymieniają swoje zwierzenia i wiersze za pośrednictwem brulionu, który zostaje ostatecznie odnaleziony przez nauczycieli; jego treść w ich ocenie jest niemoralna. Chłopcy uciekają z domu, próbują z Marsylii wydostać się z kraju, jednak zostają ostatecznie odnalezieni przez policję i odwiezieni do rodzin. Podczas gdy pani de Fontanin czule wita Daniela, Oskar Thibault postanawia oddać Jakuba do ufundowanego przez siebie zakładu poprawczego.
W obawie o los brata Antoni bez uprzedzania dyrekcji placówki odwiedza go w zakładzie. Stwierdza, że Jakub nie uczy się, nie pracuje, cierpi z powodu ordynarności opiekunów, pogrążył się w całkowitej apatii. Zabiera go z domu poprawczego i sam przejmuje opiekę nad bratem. Pięć lat później Jakub z powodzeniem zdaje egzamin wstępny do École normale supérieure, jednak nie podejmuje nauki w szkole – uważa, że godząc się na rygor nauczania zmarnowałby swoje życie. Spędza wakacje w wiejskiej willi ojca, gdzie zakochuje się w siostrze Daniela, Jenny de Fontanin; równocześnie odczuwa pożądanie wobec młodszej od siebie Gizy, wychowanki znajomej ich ojca, którą zawsze traktował jak siostrę. Konflikt młodzieńca z ojcem doprowadza go do porzucenia rodziny; ojciec i brat są przekonani, że Jakub popełnił samobójstwo. Tymczasem Antoni zakochuje się w Racheli, pięknej Żydówce o niejasnej przeszłości, jednak po kilku miesiącach romansu zostaje przez nią porzucony.
Mijają trzy lata. Antoni kontynuuje praktykę lekarską, tymczasem Oskar Thibault zapada ciężko na zdrowiu, a jego stan sukcesywnie się pogarsza. Antoni przypadkowo odkrywa, że jego młodszy brat żyje – trafia na nowelę podpisaną czytelnym pseudonimem Baulthy, której treść wyraźnie nawiązuje do historii miłości Jakuba i Jenny. Odnajduje brata w Lozannie, gdzie Jakub dołączył do wielonarodowej grupy działaczy socjalistycznych. Zgadza się wrócić do Paryża, by pożegnać się z umierającym ojcem. Widząc, iż dla Oskara Thibault nie ma już ratunku, Antoni podaje mu zastrzyk, po którym mężczyzna bezboleśnie i szybko umiera. Po śmierci ojca starszy z braci przegląda jego dokumenty i listy, przekonując się, że Oskar Thibault nie był, jak sądzili, tyranem rodzinnym i hipokrytą, lecz czułym i wrażliwym mężczyzną.

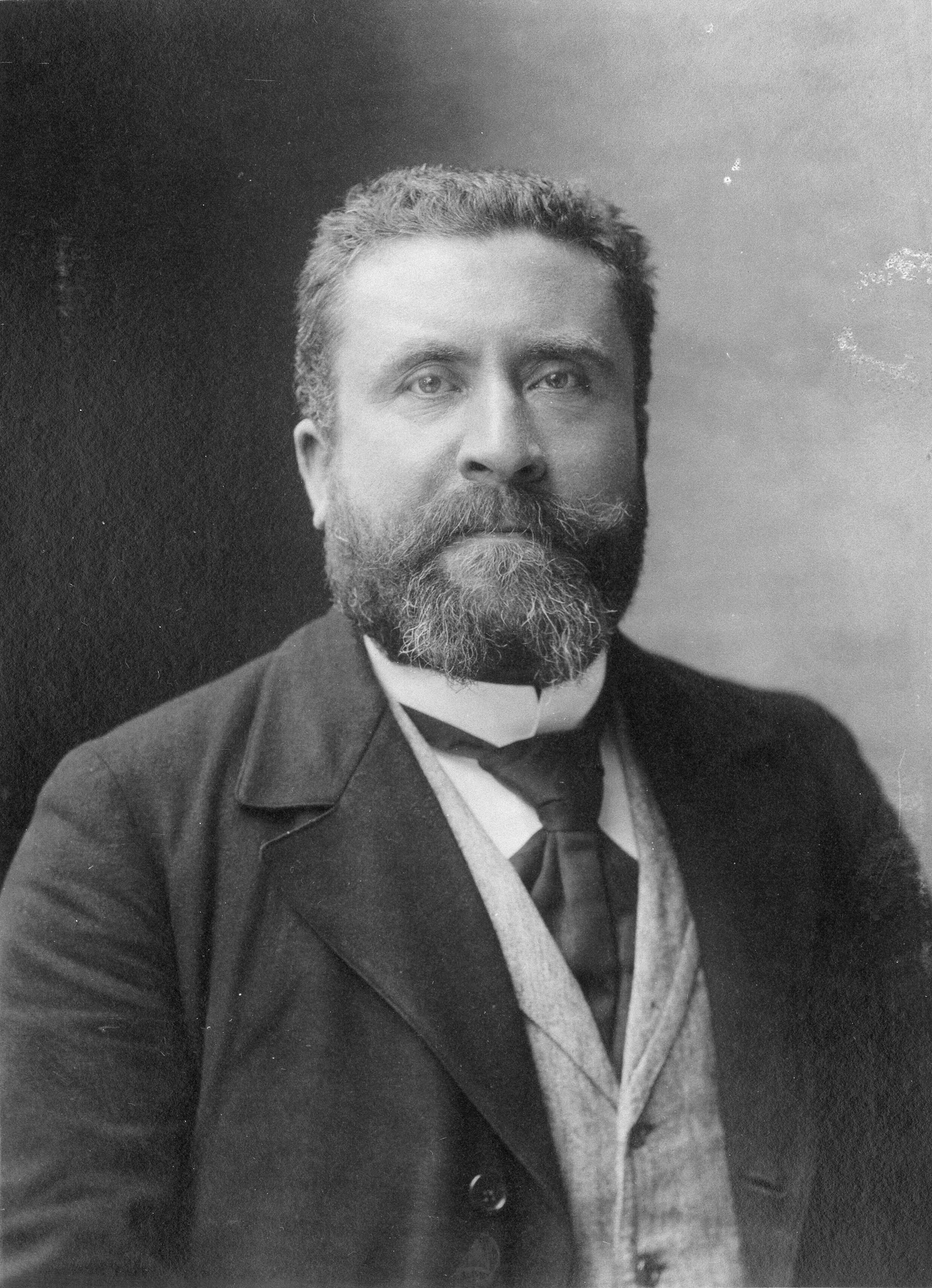
Przywódca francuskich socjalistów Jean Jaurès. Jego działalność w ostatnich dniach przed mobilizacją oraz śmierć w zamachu zostały opisane w powieści

Plakat mobilizacyjny z Francji 1 sierpnia 1914 r.

Akcja powieści przenosi się z kolei do roku 1914. Jakub, działacz Drugiej Międzynarodówki, z przerażeniem obserwuje bieg wydarzeń politycznych w Europie, a następnie angażuje się w nieliczne próby niedopuszczenia do wojny, jakie podjął międzynarodowy ruch robotniczy. W Paryżu spotyka się z Antonim i bezskutecznie próbuje przekonać go do swoich poglądów. Ponownie spotyka Jenny; młodzi zakochują się w sobie. Kiedy zostaje ogłoszona mobilizacja, przerażony i rozczarowany młodzieniec obserwuje, jak robotnicy, zamiast zorganizować strajk powszechny, karnie kierują się do wyznaczonych oddziałów, zaś lewicowe organizacje wzywają do walki w obronie ojczyzny. Jakub dysponuje fałszywymi dokumentami na nazwisko szwajcarskiego studenta i początkowo planuje wyjechać z Francji razem z Jenny. Ostatecznie jednak postanawia zostawić dziewczynę w Paryżu i samotnie dołączyć do towarzyszy w Lozannie.
Pragnąc, by jego życie skończyło się wielkim i pożytecznym dziełem, Jakub postanawia zorganizować przy pomocy towarzysza rajd propagandowy nad frontem w Alzacji. Chce zrzucać z samolotu ulotki pacyfistyczne, które, jak wierzy, mogą zachęcić żołnierzy po obydwu stronach do odmowy wykonywania rozkazów. Samolot zostaje jednak zestrzelony, ulotki ulegają zniszczeniu, a ciężko ranny Jakub dostaje się do francuskiej niewoli, podejrzany o szpiegostwo. Oddział Francuzów transportuje go do odpowiedzialnego oficera, jednak po drodze, w zamieszaniu wywołanym przez nieoczekiwane pojawienie się sił wroga, jeden z żołnierzy zabija jeńca.
Akcja epilogu utworu rozgrywa się w 1918. Antoni, który w czasie wojny był lekarzem polowym, został ranny w ataku gazowym pod Ypres, jest poddawany eksperymentalnej kuracji i ma nadzieję na odzyskanie zdrowia. W Paryżu spotyka Daniela de Fontanin, który na wojnie stracił nogę, jak również Jenny i Gizę, wspólnie wychowujące Jana Pawła, syna-pogrobowca Jakuba. Po konsultacji ze starym przyjacielem, doktorem Philipem, Antoni przekonuje się, że pozostało mu kilka miesięcy życia. Postanawia spisać swoje myśli i doświadczenia w dzienniku, który kiedyś przeczyta Jan Paweł, ostatni z rodu Thibault; w listopadzie 1918 umiera.

## Cechy utworu
Roger Martin du Gard napisał Rodzinę Thibault (podobnie jak wcześniejszą powieść Jan Barois), by w bezstronny sposób przedstawić problemy moralne i ideologiczne współczesnego społeczeństwa francuskiego w przededniu I wojny światowej. Większa część utworu ukazuje to społeczeństwo przez pryzmat osobowości jednostek reprezentatywnych dla epoki: braci Thibault oraz rodziny de Fontanin. Wyjątkiem jest fragment ukazujący tygodnie bezpośrednio przed wybuchem wojny, zawierający drobiazgowy opis reakcji społecznych. Redakcję utworu poprzedziło sporządzenie obszernej dokumentacji.
Rodzina Thibault jest powieścią realistyczną, inspirowaną twórczością Tołstoja (zwłaszcza powieścią Anna Karenina), którego autor utworu podziwiał. Wzorując się na twórczości rosyjskiego pisarza, Roger Martin du Gard opisał w utworze nie tylko działania i losy bohaterów, ale i ich duchowe rozterki, w tym te dotyczące sensu i celu życia. Rozważania postaci są przywoływane bez komentarza ze strony autora. Klęska obydwu braci Thibault – tragiczna śmierć Jakuba, rozczarowanie Antoniego co do ludzi w obliczu śmierci – oddaje moralny zamęt panujący we francuskim społeczeństwie przed I wojną światową i po jej zakończeniu. Pesymizm zakończenia łączy się natomiast z apelem do czytelników, by nigdy więcej nie dopuszczono do wojny.
Powieść zawiera elementy poetyki naturalistycznej w scenach choroby i śmierci Oskara Thibault, nie przyjmuje jednak deterministycznej wizji świata, jakiej hołdowali naturaliści.